# Юрійс Попковс
Юрійс Попковс (латис. Jurijs Popkovs, нар. 6 липня 1962, Київ) — латвійський футболіст, що грав на позиції півзахисника. По завершенні ігрової кар'єри — тренер.
Виступав, зокрема, за клуби «Динамо» (Мінськ) та ЛУ/«Даугава», а також національну збірну Латвії.

## Клубна кар'єра
Юрійс Попковс народився в Києві. Його першим професіональним клубом стало «Динамо» (Мінськ), до складу якого він приєднався у 1980 році. Протягом чотирьох років у мінському клубі він зіграв лише 1 матч у Вищій лізі чемпіонату СРСР. У 1984 році Попковс перейшов до клубу «Даугава» (Рига), де під керівництвом головного тренера Яніса Скределіса досягнув піку своєї кар'єри. До 1991 року у складі «Даугави» зіграв 309 матчів та відзначився 33-ма голами. Дуже рідко пропускав матчі «Даугави» й разом з Олександром Канищевим та Геннадійсом Шитиксом «цементували» півзахист «Даугави».
У 1993 році переїхав до Швеції, де приєднався до клубу «Вісбю Гуте», у складі якого провів два сезони, протягом яких відзначився 14-ма голами в 43 матчах. Під час сезону 1995 року у Вірслізі, який Попковс розпочав у клубі ЛУ/«Даугава» як гравець, йому запропонували замінити клубного тренера Георгійса Гусаренка.

## Виступи за збірну
1992 року дебютував в офіційних матчах у складі національної збірної Латвії. Протягом кар'єри у національній команді, яка тривала усього 3 роки, провів у формі головної команди країни 18 матчів, забивши 1 м'яч.

## Кар'єра тренера
Розпочав тренерську кар'єру, ще продовжуючи грати на полі, 1995 року, очоливши тренерський штаб клубу ЛУ/«Даугава». У 1996 та 1997 роках «Даугава» у латвійському чемпіонаті «Даугава» фінішувала на 2-му місці, дозволивши себе випередити лише «Сконто», завдяки цьому успіху Попковс зарекомендував себе як один з найкращих футбольних тренерів Латвії. У 1998 році, коли «Даугава» переживала процедуру банкрутства, Попковс став головним тренером клубу «Металургс» (Лієпая), на чолі якого у 1998 та 2000 року завоював срібні нагороди Вірсліги. У 2000 році Юрійса звільнили з посади головного тренера лієпайського клубу, оскільки він так і не зміг перервати гегемонію «Сконто» в латвійському чемпіонаті. У 2001 році очолив ПФК «Даугаву», команду з невеликими амбіціями та зі скромними фінансовими можливостями. У 2001 та 2002 роках ПФК «Даугава» фінішувала на 5-му місці національного чемпіонату, але по завершенні сезону 2002 року її було розформовано.
У 2003 році Попковс очолює молоду та амбітну команду «Юрмала-VV» з якою виграє Першу лігу чемпіонату Латвії та здобуває путівку до Вірсліги 2004. У 2004 році «Юрмала» зарекомендувала себе як міцний середняк вищого дивізіону, посівши високе 5-те місце в дебютному сезоні, при цьому команда з курортного міста лише на 2 очки відстала від важковаговика латвійського футболу, клубу «Дінабург». Однак власники клубу поставили ще амбітнішу мету — покращити результати команди в національному чемпіонаті. Проте Попковс не виправдав цих очікувань, у 2005 році команда знову фінішувала 5-ю, а в сезоні 2006 року коли «Юрмала» боролася за це ж місце, Юрійса було звільнено з посади головного тренера.
Попковс залишався безробітним протягом сезону 2007 року, але по його завершенні був призначений головним тренером новачка Вірсліги, клубу «Блазма» (Резекне).
У липні 2009 року, по ходу сезону в А-лізі, перейшов до ФК «Таурас» (Таураге) з сусідньої Литви, але одразу по завершенні сезону залишив команду.
У вересні 2011 року приєднався до клубу «Юрмала-VV» із Латвійської Вищої ліги. У березні 2012 року команда змінила свою назву на «Даугава» (Рига), але Попковс продовжував бути головним тренером клубу. Він залишив клуб у грудні 2012 року й був замінений на Віргініуса Любшиса.
У вересні 2013 року Юрійс Попковс очолив клуб Латвійської Вищої ліги «Спартакс» (Юрмала), замінивши Олександрса Страдінса, який працював з командою з липня 2013 року. У грудні 2013 року Юрійса на цій посаді замінив Фабіо Мікареллі.
Також працював з молодіжною збірною Латвії.

## Статистика виступів

### Статистика виступів за збірну
| Дата       | Місто    | Господарі | Результат | Гості             | Турнір            | Голи | Примітки |
| ---------- | -------- | --------- | --------- | ----------------- | ----------------- | ---- | -------- |
| 8-4-1992   | Бухарест | Румунія   | 2 – 0     | Латвія            | товариський матч  | -    |          |
| 26-5-1992  | Аттард   | Мальта    | 1 – 0     | Латвія            | товариський матч  | -    | 70'      |
| 10-7-1992  | Лієпая   | Латвія    | 2 – 1     | Естонія           | Балтійський кубок | -    |          |
| 12-7-1992  | Лієпая   | Латвія    | 2 – 3     | Литва             | Балтійський кубок | 1    |          |
| 12-8-1992  | Рига     | Латвія    | 1 – 2     | Литва             | Відбір до ЧС 1994 | -    |          |
| 23-8-1992  | Рига     | Латвія    | 0 – 0     | Данія             | Відбір до ЧС 1994 | -    | 61' 66'  |
| 9-9-1992   | Дублін   | Ірландія  | 4 – 0     | Латвія            | Відбір до ЧС 1994 | -    | 64'      |
| 23-9-1992  | Рига     | Латвія    | 0 – 0     | Іспанія           | Відбір до ЧС 1994 | -    | 69'      |
| 28-10-1992 | Вільнюс  | Литва     | 1 – 1     | Латвія            | Відбір до ЧС 1994 | -    | 73'      |
| 11-11-1992 | Тирана   | Албанія   | 1 – 1     | Латвія            | Відбір до ЧС 1994 | -    | 46'      |
| 18-11-1992 | Ілава    | Польща    | 1 – 0     | Латвія            | товариський матч  | -    | 46'      |
| 16-12-1992 | Севілья  | Іспанія   | 5 – 0     | Латвія            | Відбір до ЧС 1994 | -    |          |
| 15-5-1993  | Рига     | Латвія    | 0 – 0     | Албанія           | Відбір до ЧС 1994 | -    |          |
| 2-6-1993   | Рига     | Латвія    | 1 – 2     | Північна Ірландія | Відбір до ЧС 1994 | -    |          |
| 9-6-1993   | Рига     | Латвія    | 0 – 2     | Ірландія          | Відбір до ЧС 1994 | -    |          |
| 30-7-1994  | Вільнюс  | Естонія   | 0 – 2     | Латвія            | Балтійський кубок | -    | 67'      |
| 31-7-1994  | Вільнюс  | Литва     | 1 – 0     | Латвія            | Балтійський кубок | -    | 46'      |
| Усього     |          | Матчів    | 18        |                   | Голів             | 1    |          |